# 粉紅色潛艇
《粉紅色潛艇》（英語：Operation Petticoat）是一部1959年美國喜劇電影，以二次大戰為背景，將戰爭喜劇化的作品，主角卡萊·葛倫在當年獲得金球獎最佳男主角的提名。

## 劇情
二次大戰之後，海軍將軍薛爾曼回到他的執勤單位—海軍潛艇「海虎號」，當他站在海虎號的甲板上時，在之前他任關執勤的所有回憶，通通一一浮現，尤其是那一連串捧腹大笑的烏龍趣事，讓他在任執勤務時變得較為輕鬆有趣。雖然戰後恢復和平，但是海虎號似乎有一個地方仍然沒變...

## 演員
- 馬修·薛爾曼少校：卡萊·葛倫
- 尼古拉斯·霍頓中尉：東尼·柯蒂斯
- 多洛雷斯·克蘭德爾少尉：瓊·奧布賴恩
- 芭芭拉·杜蘭少尉：迪娜·美林

## 獎項
- 奧斯卡獎
  - 提名最佳編劇
- 金球獎
  - 提名最佳男主角：音樂及喜劇類

## 外部連結
- Operation Petticoat （页面存档备份，存于）